# KV Kortrijk in het seizoen 2021/22
KV Kortrijk komt in het seizoen 2021/22 uit in de Belgische Eerste Klasse A. In het seizoen 2020/21 eindigde KV Kortrijk na de reguliere competitie op de 14e plaats. KV Kortrijk begint aan zijn dertiende achtereenvolgend seizoen in eerste klasse. Voor trainer Luka Elsner is het de start van zijn eerste volledig seizoen nadat hij eind januari 2021 de ontslagen Yves Vanderhaeghe opvolgde. Op 7 oktober werd bekend dat Luka Elsner eenzijdig zijn contract verbreekt met behulp van de Wet van '78. Oud-speler en trainer Karim Belhocine werd aangesteld als de nieuwe hoofdtrainer. 

## Ploegsamenstelling

### Spelerskern
| Nummer      | Speler                  | Nationaliteit          | Bij KVK sinds | Contract tot              | Laatste club                      |      |      |
| Doel        | Doel                    | Doel                   | Doel          | Doel                      | Doel                              | Doel | Doel |
| ----------- | ----------------------- | ---------------------- | ------------- | ------------------------- | --------------------------------- | ---- | ---- |
| 16          | Maxim Deman             | België                 | 2019          | 2023                      | KV Kortrijk Jeugd                 |      |      |
| 28          | Joris Delle             | Frankrijk              | 2021          | 2023                      | Orlando Pirates FC                |      |      |
| 31          | Marko Ilić              | Servië                 | 2020          | 2024                      | FK Voždovac Belgrado              |      |      |
| Verdediging |                         |                        |               |                           |                                   |      |      |
| 4           | Tsuyoshi Watanabe       | Japan                  | 2022          | 2025                      | FC Tokyo                          |      |      |
| 5           | Trent Sainsbury         | Australië              | 2020          | 2022                      | Maccabi Haifa                     |      |      |
| 6           | Lucas Rougeaux          | Frankrijk              | 2016          | 2022                      | OGC Nice via US Boulogne          |      |      |
| 25          | Nayel Mehssatou         | België/ Chili          | 2022          | 2025                      | RSC Anderlecht                    |      |      |
| 30          | Kristof D'haene         | België                 | 2015          | 2024                      | Cercle Brugge                     |      |      |
| 66          | Aleksandar Radovanović  | Servië                 | 2021          | 2024                      | RC Lens                           |      |      |
| Middenveld  |                         |                        |               |                           |                                   |      |      |
| 8           | Ante Palaversa          | Kroatië                | 2021          | 2022                      | Manchester City via Getafe CF     |      |      |
| 11          | Mathias Fixelles        | België                 | 2021          | 2024                      | Union Sint-Gillis                 |      |      |
| 14          | Sambou Sissoko          | Mali                   | 2020          | 2022 (+ 2 jaar optie)     | Djoliba AC                        |      |      |
| 18          | Abdelkahar Kadri        | Algerije               | 2021          | 2026                      | Paradou AC                        |      |      |
| 20          | Alexandre De Bruyn      | België                 | 2022          | 2024 (+ 2 jaar cluboptie) | KAA Gent                          |      |      |
| 21          | Victor Torp             | Denemarken             | 2021          | 2022                      | FC Midtjylland                    |      |      |
| 22          | Tsotne Bendianishvili   | België/ Georgië        | 2021          | 2022                      | KV Kortrijk Jeugd                 |      |      |
| 26          | Kévin Vandendriessche   | Frankrijk              | 2021          | 2023                      | KV Oostende                       |      |      |
| 27          | Michiel Jonckheere      | België                 | 2020          | 2022                      | KV Oostende                       |      |      |
| Aanval      |                         |                        |               |                           |                                   |      |      |
| 7           | Dylan Mbayo             | België/ Congo-Kinshasa | 2021          | 2026                      | AA Gent                           |      |      |
| 9           | Billal Messaoudi        | Algerije               | 2021          | 2022 (+ optie)            | JS Saoura                         |      |      |
| 10          | Faïz Selemani           | Comoren/ Frankrijk     | 2019          | 2022                      | Union Sint-Gillis                 |      |      |
| 17          | Pape Habib Gueye        | Senegal                | 2020          | 2024                      | Aalesunds FK                      |      |      |
| 19          | Muhammed Badamosi       | Gambia                 | 2020          | 2024                      | FUS Rabat                         |      |      |
| 23          | Rachid Alioui           | Frankrijk/ Marokko     | 2021          | 2022 (+ optie)            | SCO Angers                        |      |      |
| 29          | Marlos Moreno           | Colombia               | 2021          | 2022                      | Manchester City via Lommel SK     |      |      |
| 39          | Charles-Jesaja Herrmann | Duitsland/ Ghana       | 2021          | 2024                      | VfL Wolfsburg II                  |      |      |
| 51          | Eric Ocansey            | Ghana                  | 2019          | 2023                      | KAS Eupen                         |      |      |
| 54          | Jonah Osabutey          | Ghana                  | 2021          | 2023 (+ 2 jaar optie)     | SV Werder Bremen II via OH Leuven |      |      |
| 99          | Luqman Hakim Shamsudin  | Maleisië               | 2020          | 2025                      | FA Selangor                       |      |      |

### Transfers

#### Inkomend (zomer)
| Naam                    | Nationaliteit          | Positie      | Vorige club                       | Opmerkingen              |
| ----------------------- | ---------------------- | ------------ | --------------------------------- | ------------------------ |
| Joris Delle             | Frankrijk              | Doelman      | Orlando Pirates FC                | Vrije speler             |
| Kévin Vandendriessche   | Frankrijk              | Middenvelder | KV Oostende                       | Vrije speler             |
| Mathias Fixelles        | België                 | Middenvelder | Union Sint-Gillis                 | Vrije speler             |
| Abdelkahar Kadri        | Algerije               | Middenvelder | Paradou AC                        | Gekocht                  |
| Victor Torp             | Denemarken             | Middenvelder | FC Midtjylland                    | Gehuurd                  |
| Tsotne Bendianishvili   | België/ Georgië        | Middenvelder | KV Kortrijk Jeugd                 | Profcontract getekend    |
| Marlos Moreno           | Colombia               | Aanvaller    | Manchester City via Lommel SK     | Gehuurd                  |
| Charles-Jesaja Herrmann | Duitsland/ Ghana       | Aanvaller    | VfL Wolfsburg II                  | Gekocht                  |
| Dylan Mbayo             | België/ Congo-Kinshasa | Aanvaller    | AA Gent                           | Gekocht                  |
| Rachid Alioui           | Frankrijk/ Marokko     | Aanvaller    | SCO Angers                        | Gehuurd met aankoopoptie |
| Jonah Osabutey          | Ghana                  | Aanvaller    | SV Werder Bremen II via OH Leuven | Vrije speler             |
| Billal Messaoudi        | Algerije               | Aanvaller    | JS Saoura                         | Gekocht met aankoopoptie |

#### Uitgaand (zomer)
| Naam                 | Nationaliteit         | Positie      | Nieuwe club                                   | Opmerkingen                           |
| -------------------- | --------------------- | ------------ | --------------------------------------------- | ------------------------------------- |
| Adam Jakubech        | Slowakije             | Doelman      | Terug naar Lille OSC                          | Eind huurcontract                     |
| Petar Golubović      | Servië                | Verdediger   | Zonder Club                                   | Eind contract                         |
| Nihad Mujakić        | Bosnië en Herzegovina | Verdediger   | Waasland-Beveren                              | Verhuurd met optie                    |
| Brice Verkerken      | België                | Verdediger   | SC Eendracht Aalst                            | Verhuurd                              |
| Jovan Stojanović     | Servië                | Middenvelder | Zonder Club                                   | Eind contract                         |
| Gaëtan Hendrickx     | België                | Middenvelder | KMSK Deinze via Royal Charleroi Sporting Club | Eind huurcontract                     |
| Julien De Sart       | België                | Middenvelder | KAA Gent                                      | Eind contract                         |
| Jevhen Makarenko     | Oekraïne              | Middenvelder | MOL Fehérvár FC via RSC Anderlecht            | Eind huurcontract, optie niet gelicht |
| Yani Van Den Bossche | België                | Middenvelder | Knokke FC                                     | Verkocht                              |
| Zinho Gano           | België                | Aanvaller    | SV Zulte Waregem via KRC Genk                 | Eind huurcontract                     |
| Teddy Chevalier      | Frankrijk             | Aanvaller    | Royal Excel Moeskroen                         | Verkocht                              |

#### Inkomend (winter)
| Naam               | Nationaliteit    | Positie      | Vorige club      | Opmerkingen  |
| ------------------ | ---------------- | ------------ | ---------------- | ------------ |
| Tsuyoshi Watanabe  | Japan            | Verdediger   | FC Tokyo         | Gekocht      |
| Nayel Mehssatou    | België, Chili    | Verdediger   | RSC Anderlecht   | Gekocht      |
| Alexandre De Bruyn | België           | Middenvelder | AA Gent          | Vrije speler |
| Bryan Reynolds     | Verenigde Staten | Verdediger   | AS Roma          | Gehuurd      |
| Amine Benchaib     | België, Marokko  | Middenvelder | Charleroi        | Gekocht      |
| David Henen        | België           | Aanvaller    | Grenoble Foot 38 | Gekocht      |

#### Uitgaand (winter)
| Naam              | Nationaliteit         | Positie    | Nieuwe club      | Opmerkingen                                 |
| ----------------- | --------------------- | ---------- | ---------------- | ------------------------------------------- |
| Brendan Hines-Ike | Verenigde Staten      | Verdediger | D.C. United      | Verkocht                                    |
| Timothy Derijck   | België                | Verdediger | SV Zulte Waregem | Verkocht                                    |
| Gilles Dewaele    | België                | Verdediger | Standard Luik    | Verkocht                                    |
| Nihad Mujakić     | Bosnië en Herzegovina | Verdediger | FK Sarajevo      | Huurcontract ontbonden bij Waasland-Beveren |
| Eric Ocansey      | Ghana                 | Aanvaller  | Waasland-Beveren | Verhuurd                                    |

### Technische staf
| Naam                    | Nationaliteit       | Functie             |
| ----------------------- | ------------------- | ------------------- |
| Karim Belhocine         | Algerije/ Frankrijk | Hoofdtrainer        |
| Bart Meert              | België              | Assistent           |
| Gunther Van Handenhoven | België              | Assistent           |
| Patrick Deman           | België              | Keeperstrainer      |
| Gérard Lifondja         | België              | Fysiektrainer       |
| Thomas Adams            | België              | Interne data        |
| Jelmer Platteeuw        | België              | Performance analist |

## Oefenwedstrijden
| Datum            | Thuis/uit | Tegenstander                        | Score | Doelpuntenmaker(s) KV Kortrijk                           |
| ---------------- | --------- | ----------------------------------- | ----- | -------------------------------------------------------- |
| 22/06/2021 19u   | Uit       | Racing Club Harelbeke (2e afdeling) | 0-5   | Guèye, Selemani, Chevalier (p), Jonckheere, Badamosi (p) |
| 25/06/2021 18u   | Uit       | KVK Westhoek (2e afdeling)          | 0-3   | Guèye, Badamosi, Chevalier                               |
| 30/06/2021 19u   | Uit       | Sparta Petegem (2e afdeling)        | 0-4   | Chevalier (2x), Badamosi, Sainsbury                      |
| 03/07/2021 18u   | Uit       | Club Brugge (1A)                    | 0-1   | Mujakić                                                  |
| 06/07/2021 11u   | Thuis     | Valenciennes FC (Ligue 2)           | 0-1   |                                                          |
| 10/07/2021 14u30 | Uit       | sc Heerenveen (Eredivisie)          | 2-2   | Chevalier, Guèye                                         |
| 16/07/2021 19u   | Uit       | KSV Oudenaarde (2e afdeling)        | 1-6   | Bendianishvili, Herrmann, Guèye x2, Guèye (p), Desot     |
| 17/07/2021 17u   | Thuis     | Lille OSC (Ligue 1)                 | 1-1   | Chevalier                                                |
| 08/08/2021 11u   | Thuis     | FC Knokke (1e nationale)            | 2-3   | Hermann, Van Den Bossche                                 |
| 02/09/2021 12u   | Uit       | Club Brugge (1A)                    | 0-0   |                                                          |
| 07/10/2021 11u30 | Uit       | Valenciennes FC (Ligue 2)           | 3-2   | Messaoudi, Mbayo                                         |
| 11/11/2021 ?     | Uit       | KAA Gent (1A)                       | 1-3   | Alioui, Sissoko (2x)                                     |

## Jupiler Pro League

### Reguliere competitie

#### Wedstrijden
| Jupiler Pro League                                                                                    |                                                                           |                               |                                        | |                                                                                               |
| Wedstrijddetails                                                                                      | Thuisploeg                                                                | Uitslag                       | Uitploeg                               | Opstelling | Kaarten                                                                                       |
| Heenronde                                                                                             |                                                                           |                               |                                        | |                                                                                               |
| 24 juli 2021 18:30 Guldensporenstadion Kortrijk Ref.: Christof Dierick Toeschouwers: 2.744            | KV Kortrijk                                                               | 2 – 0                         | Seraing                                | Ilić Rougeaux, Derijck, Radovanović, D'haene Moreno (63' Ocansey), Vandendriessche (90' Herrmann), Palaversa, Selemani (90+1' Fixelles) Badamosi (64' Guèye), Chevalier (73' Jonckheere)  | 28' Derijck 44' Vandendriessche 51' Rougeaux 90+4' Palaversa                                  |
| 24 juli 2021 18:30 Guldensporenstadion Kortrijk Ref.: Christof Dierick Toeschouwers: 2.744            | Chevalier 31' Selemani 88' (pen.)                                         | 1 – 0 2 – 0                   |                                        | Ilić Rougeaux, Derijck, Radovanović, D'haene Moreno (63' Ocansey), Vandendriessche (90' Herrmann), Palaversa, Selemani (90+1' Fixelles) Badamosi (64' Guèye), Chevalier (73' Jonckheere)  | 28' Derijck 44' Vandendriessche 51' Rougeaux 90+4' Palaversa                                  |
| 1 augustus 2021 21:00 Bosuilstadion Antwerpen Ref.: Erik Lambrechts Toeschouwers: 5.000               | Antwerp                                                                   | 0 – 1                         | KV Kortrijk                            | Ilić Rougeaux (84' Jonckheere), Derijck, Radovanović, D'haene Moreno (64' Dewaele), Vandendriessche, Palaversa, Selemani Badamosi (35' Guèye), Chevalier (64' Fixelles)                   | 13' Palaversa 19' D'haene 32' Rougeaux 60' Selemani 76' Guèye                                 |
| 1 augustus 2021 21:00 Bosuilstadion Antwerpen Ref.: Erik Lambrechts Toeschouwers: 5.000               |                                                                           | 0 – 1                         | 87' Selemani                           | Ilić Rougeaux (84' Jonckheere), Derijck, Radovanović, D'haene Moreno (64' Dewaele), Vandendriessche, Palaversa, Selemani Badamosi (35' Guèye), Chevalier (64' Fixelles)                   | 13' Palaversa 19' D'haene 32' Rougeaux 60' Selemani 76' Guèye                                 |
| 7 augustus 2021 20:45 Guldensporenstadion Kortrijk Ref.: Nicolas Laforge Toeschouwers: 2.800          | KV Kortrijk                                                               | 1 – 2                         | KRC Genk                               | Ilić Rougeaux, Derijck, Sainsbury, D'haene Moreno (66' Ocansey), Vandendriessche, Palaversa (82' Herrmann), Selemani Chevalier (66' Fixelles), Guèye (57' Dewaele)                        | 55' Rougeaux                                                                                  |
| 7 augustus 2021 20:45 Guldensporenstadion Kortrijk Ref.: Nicolas Laforge Toeschouwers: 2.800          | Chevalier 18'                                                             | 1 – 0 1 – 1 1 – 2             | 52' Onuachu 90+2' Muñoz                | Ilić Rougeaux, Derijck, Sainsbury, D'haene Moreno (66' Ocansey), Vandendriessche, Palaversa (82' Herrmann), Selemani Chevalier (66' Fixelles), Guèye (57' Dewaele)                        | 55' Rougeaux                                                                                  |
| 14 augustus 2021 16:15 Joseph Marienstadion Vorst Ref.: Wesli De Cremer Toeschouwers: 4.500           | Union Sint-Gillis                                                         | 2 – 0                         | KV Kortrijk                            | Ilić Dewaele, Rougeaux (73' Mbayo), Sainsbury (46' Jonckheere), Derijck, D'haene Moreno, Vandendriessche (83' Sissoko), Palaversa (46' Fixelles), Selemani Chevalier (74' Herrmann)       | 10' Palaversa 15' Derijck 39' Sainsbury 43' Rougeaux 54' Chevalier 64' Fixelles 83' Moreno    |
| 14 augustus 2021 16:15 Joseph Marienstadion Vorst Ref.: Wesli De Cremer Toeschouwers: 4.500           | Vanzeir 9' Lynen 52'                                                      | 1 – 0 2 – 0                   |                                        | Ilić Dewaele, Rougeaux (73' Mbayo), Sainsbury (46' Jonckheere), Derijck, D'haene Moreno, Vandendriessche (83' Sissoko), Palaversa (46' Fixelles), Selemani Chevalier (74' Herrmann)       | 10' Palaversa 15' Derijck 39' Sainsbury 43' Rougeaux 54' Chevalier 64' Fixelles 83' Moreno    |
| 21 augustus 2021 20:45 Stayen Sint-Truiden Ref.: Jasper Vergoote Toeschouwers: 2.243                  | STVV                                                                      | 0 – 2                         | KV Kortrijk                            | Ilić Dewaele, Radovanović, Sainsbury, D'haene Moreno (81' Rougeaux), Vandendriessche (77' Jonckheere), Palaversa, Selemani Chevalier (76' Fixelles), Badamosi (59' Guèye)                 | 50' Radovanović 51' Sainsbury 75' Ilić                                                        |
| 21 augustus 2021 20:45 Stayen Sint-Truiden Ref.: Jasper Vergoote Toeschouwers: 2.243                  |                                                                           | 0 – 1 0 – 2                   | 1' Selemani 90+3' Guèye                | Ilić Dewaele, Radovanović, Sainsbury, D'haene Moreno (81' Rougeaux), Vandendriessche (77' Jonckheere), Palaversa, Selemani Chevalier (76' Fixelles), Badamosi (59' Guèye)                 | 50' Radovanović 51' Sainsbury 75' Ilić                                                        |
| 27 augustus 2021 20:45 Guldensporenstadion Kortrijk Ref.: Alexandre Boucaut Toeschouwers: 3.493       | KV Kortrijk                                                               | 2 – 2                         | KV Mechelen                            | Ilić Dewaele, Radovanović, Sainsbury, D'haene Moreno (72' Mbayo), Vandendriessche, Fixelles (72' Kadri), Selemani Chevalier (85' Jonckheere), Badamosi (63' Guèye)                        | 42' Badamosi                                                                                  |
| 27 augustus 2021 20:45 Guldensporenstadion Kortrijk Ref.: Alexandre Boucaut Toeschouwers: 3.493       | D'haene 58' Guèye 76'                                                     | 0 – 1 0 – 2 1 – 2 2 – 2       | 14' Storm 20' Storm                    | Ilić Dewaele, Radovanović, Sainsbury, D'haene Moreno (72' Mbayo), Vandendriessche, Fixelles (72' Kadri), Selemani Chevalier (85' Jonckheere), Badamosi (63' Guèye)                        | 42' Badamosi                                                                                  |
| 12 september 2021 21:00 King Power at Den Dreef Stadion Heverlee Ref.: Wim Smet Toeschouwers: 3.200   | OH Leuven                                                                 | 2 – 1                         | KV Kortrijk                            | Ilić Dewaele, Radovanović, Sainsbury, D'haene Moreno (67' Mbayo), Vandendriessche, Palaversa (81' Fixelles) Guèye, Kadri (53' Alioui), Selemani                                           | 29' Sainsbury 48' Guèye 54' Alioui 65' Palaversa 77' Dewaele 90+2' Radovanović 90+6' Selemani |
| 12 september 2021 21:00 King Power at Den Dreef Stadion Heverlee Ref.: Wim Smet Toeschouwers: 3.200   | De Sart 50' Schrijvers 78'                                                | 1 – 0 1 – 1 2 – 1             | 62' Selemani                           | Ilić Dewaele, Radovanović, Sainsbury, D'haene Moreno (67' Mbayo), Vandendriessche, Palaversa (81' Fixelles) Guèye, Kadri (53' Alioui), Selemani                                           | 29' Sainsbury 48' Guèye 54' Alioui 65' Palaversa 77' Dewaele 90+2' Radovanović 90+6' Selemani |
| 19 september 2021 21:00 Guldensporenstadion Kortrijk Ref.: Jasper Vergoote Toeschouwers: 5.053        | KV Kortrijk                                                               | 1 – 0                         | AA Gent                                | Ilić Dewaele, Rougeaux (80' Jonckheere), Sainsbury, D'haene Moreno (64' Ocansey), Vandendriessche, Palaversa, Fixelles (73' Torp) Guèye (73' Badamosi), Selemani (64' Mbayo)              | 24' Vandendriessche 60' Fixelles 68' Rougeaux 79' Mbayo                                       |
| 19 september 2021 21:00 Guldensporenstadion Kortrijk Ref.: Jasper Vergoote Toeschouwers: 5.053        | Selemani 9' (pen.)                                                        | 1 – 0                         |                                        | Ilić Dewaele, Rougeaux (80' Jonckheere), Sainsbury, D'haene Moreno (64' Ocansey), Vandendriessche, Palaversa, Fixelles (73' Torp) Guèye (73' Badamosi), Selemani (64' Mbayo)              | 24' Vandendriessche 60' Fixelles 68' Rougeaux 79' Mbayo                                       |
| 25 september 2021 18:30 Elindus Arena Waregem Ref.: Jan Boterberg Toeschouwers: 8.231                 | Zulte Waregem                                                             | 2 – 2                         | KV Kortrijk                            | Ilić Dewaele, Sainsbury, Vandendriessche, D'haene Moreno (70' Torp), Fixelles (84' Jonckheere), Palaversa, Selemani Alioui (70' Ocansey), Guèye (75' Badamosi)                            | 24' Fixelles 83' D'haene                                                                      |
| 25 september 2021 18:30 Elindus Arena Waregem Ref.: Jan Boterberg Toeschouwers: 8.231                 | Pletinckx 84' Vossen 88' (pen.)                                           | 0 – 1 0 – 2 1 – 2 2 – 2       | 57' Guèye 71' Ocansey                  | Ilić Dewaele, Sainsbury, Vandendriessche, D'haene Moreno (70' Torp), Fixelles (84' Jonckheere), Palaversa, Selemani Alioui (70' Ocansey), Guèye (75' Badamosi)                            | 24' Fixelles 83' D'haene                                                                      |
| 2 oktober 2021 16:15 Guldensporenstadion Kortrijk Ref.: Bram Van Driessche Toeschouwers: 4.494        | KV Kortrijk                                                               | 2 – 2                         | Charleroi                              | Ilić Dewaele, Radovanović, Sainsbury, D'haene Moreno (89' Mbayo), Vandendriessche, Fixelles (83' Kadri), Palaversa, Selemani Guèye (70' Alioui)                                           | 90+1' Mbayo 90+4' D'haene                                                                     |
| 2 oktober 2021 16:15 Guldensporenstadion Kortrijk Ref.: Bram Van Driessche Toeschouwers: 4.494        | Selemani 45' (pen.) Alioui 73'                                            | 1 – 0 1 – 1 2 – 1 2 – 2       | 64' Nicholson 90+5' Gholizadeh         | Ilić Dewaele, Radovanović, Sainsbury, D'haene Moreno (89' Mbayo), Vandendriessche, Fixelles (83' Kadri), Palaversa, Selemani Guèye (70' Alioui)                                           | 90+1' Mbayo 90+4' D'haene                                                                     |
| 15 oktober 2021 20:45 Jan Breydelstadion Brugge Ref.: Bert Put Toeschouwers: 26.352                   | Club Brugge                                                               | 2 – 0                         | KV Kortrijk                            | Ilić Dewaele, Radovanović, Sainsbury, D'haene Vandendriessche, Fixelles (58' Torp), Palaversa Moreno (85' Mbayo), Guèye (58' Badamosi), Selemani                                          | 28' Radovanović 31' Sainsbury 41' Dewaele 58' Moreno 71' Selemani                             |
| 15 oktober 2021 20:45 Jan Breydelstadion Brugge Ref.: Bert Put Toeschouwers: 26.352                   | Vormer 32' Vormer 45+1'                                                   | 1 – 0 2 – 0                   |                                        | Ilić Dewaele, Radovanović, Sainsbury, D'haene Vandendriessche, Fixelles (58' Torp), Palaversa Moreno (85' Mbayo), Guèye (58' Badamosi), Selemani                                          | 28' Radovanović 31' Sainsbury 41' Dewaele 58' Moreno 71' Selemani                             |
| 23 oktober 2021 18:30 Guldensporenstadion Kortrijk Ref.: Jonathan Lardot Toeschouwers: 3.357          | KV Kortrijk                                                               | 1 – 0                         | KV Oostende                            | Ilić Dewaele, Radovanović, Sainsbury, D'haene Vandendriessche, Kadri (81' Mbayo), Palaversa Moreno (81' Fixelles), Guèye (87' Badamosi), Selemani (90+1' Rougeaux)                        | 22' Palaversa 30' D'haene                                                                     |
| 23 oktober 2021 18:30 Guldensporenstadion Kortrijk Ref.: Jonathan Lardot Toeschouwers: 3.357          | Guèye 43'                                                                 | 1 – 0                         |                                        | Ilić Dewaele, Radovanović, Sainsbury, D'haene Vandendriessche, Kadri (81' Mbayo), Palaversa Moreno (81' Fixelles), Guèye (87' Badamosi), Selemani (90+1' Rougeaux)                        | 22' Palaversa 30' D'haene                                                                     |
| 30 oktober 2021 18:30 Maurice Dufrasnestadion Luik Ref.: Erik Lambrechts Toeschouwers: 16.852         | Standard Luik                                                             | 1 – 1                         | KV Kortrijk                            | Ilić Dewaele, Radovanović, Sainsbury, D'haene Vandendriessche, Kadri (13' Ocansey (51' Mbayo)), Fixelles Moreno (90' Rougeaux), Guèye (90' Badamosi), Selemani                            | 38' D'haene 43' Fixelles 45+1' Moreno 72' Ilić 90+3' Rougeaux                                 |
| 30 oktober 2021 18:30 Maurice Dufrasnestadion Luik Ref.: Erik Lambrechts Toeschouwers: 16.852         | Bokadi 82'                                                                | 0 – 1 1 – 1                   | 52' Moreno                             | Ilić Dewaele, Radovanović, Sainsbury, D'haene Vandendriessche, Kadri (13' Ocansey (51' Mbayo)), Fixelles Moreno (90' Rougeaux), Guèye (90' Badamosi), Selemani                            | 38' D'haene 43' Fixelles 45+1' Moreno 72' Ilić 90+3' Rougeaux                                 |
| 6 november 2021 18:30 Guldensporenstadion Kortrijk Ref.: Arthur Denil Toeschouwers: 5.803             | KV Kortrijk                                                               | 1 – 1                         | Beerschot                              | Ilić Dewaele, Radovanović, Sainsbury, Rougeaux Vandendriessche, Kadri (79' Mbayo), Palaversa Moreno (68' Alioui), Guèye, Selemani                                                         | 55' Guèye                                                                                     |
| 6 november 2021 18:30 Guldensporenstadion Kortrijk Ref.: Arthur Denil Toeschouwers: 5.803             | Selemani 89'                                                              | 0 – 1 1 – 1                   | 56' (pen.) Holzhauser                  | Ilić Dewaele, Radovanović, Sainsbury, Rougeaux Vandendriessche, Kadri (79' Mbayo), Palaversa Moreno (68' Alioui), Guèye, Selemani                                                         | 55' Guèye                                                                                     |
| 21 november 2021 13:30 Lotto Park Anderlecht Ref.: Wim Smet Toeschouwers: 18.000                      | Anderlecht                                                                | 1 – 1                         | KV Kortrijk                            | Ilić Dewaele, Radovanović, Sainsbury, D'haene Vandendriessche, Kadri (70' Fixelles), Palaversa Moreno (84' Mbayo), Guèye (84' Alioui), Selemani                                           | 31' Vandendriessche 52' Guèye 60' Kadri 71' Sainsbury                                         |
| 21 november 2021 13:30 Lotto Park Anderlecht Ref.: Wim Smet Toeschouwers: 18.000                      | Sainsbury 51' (e.d.)                                                      | 0 – 1 1 – 1                   | 36' Guèye                              | Ilić Dewaele, Radovanović, Sainsbury, D'haene Vandendriessche, Kadri (70' Fixelles), Palaversa Moreno (84' Mbayo), Guèye (84' Alioui), Selemani                                           | 31' Vandendriessche 52' Guèye 60' Kadri 71' Sainsbury                                         |
| 27 november 2021 18:30 Kehrwegstadion Eupen Ref.: Jan Boterberg Toeschouwers: 1.650                   | KAS Eupen                                                                 | 2 – 2                         | KV Kortrijk                            | Ilić Dewaele, Rougeaux, Radovanović, D'haene Vandendriessche, Kadri (73' Torp), Palaversa Moreno (63' Mbayo), Guèye (85' Alioui), Selemani                                                | 81' Vandendriessche                                                                           |
| 27 november 2021 18:30 Kehrwegstadion Eupen Ref.: Jan Boterberg Toeschouwers: 1.650                   | Ngoy 14' Peeters 20'                                                      | 1 – 0 1 – 1 2 – 1 2 – 2       | 17' D'haene 48' Vandendriessche        | Ilić Dewaele, Rougeaux, Radovanović, D'haene Vandendriessche, Kadri (73' Torp), Palaversa Moreno (63' Mbayo), Guèye (85' Alioui), Selemani                                                | 81' Vandendriessche                                                                           |
| 4 december 2021 18:30 Guldensporenstadion Kortrijk Ref.: Bert Put Toeschouwers: 4.311                 | KV Kortrijk                                                               | 0 – 2                         | Cercle Brugge                          | Ilić Rougeaux, Sainsbury, Radovanović, D'haene Sissoko (65' Mbayo), Torp (76' Messaoudi), Palaversa (76' Fixelles) Moreno, Guèye (15' Badamosi), Selemani                                 | 37' Moreno 45' Sissoko                                                                        |
| 4 december 2021 18:30 Guldensporenstadion Kortrijk Ref.: Bert Put Toeschouwers: 4.311                 |                                                                           | 0 – 1 0 – 2                   | 28' Matondo 74' Matondo                | Ilić Rougeaux, Sainsbury, Radovanović, D'haene Sissoko (65' Mbayo), Torp (76' Messaoudi), Palaversa (76' Fixelles) Moreno, Guèye (15' Badamosi), Selemani                                 | 37' Moreno 45' Sissoko                                                                        |
| Terugronde                                                                                            |                                                                           |                               |                                        | |                                                                                               |
| 11 december 2021 16:15 Guldensporenstadion Kortrijk Ref.: Jasper Vergoote Toeschouwers: 4.321         | KV Kortrijk                                                               | 2 – 1                         | OH Leuven                              | Ilić Dewaele, Sainsbury, Radovanović, D'haene Vandendriessche (80' Rougeaux), Kadri (72' Fixelles), Palaversa Mbayo (80' Moreno), Badamosi (80' Messaoudi), Selemani                      | 4' Palaversa 42' Mbayo 72' Badamosi 78' Selemani                                              |
| 11 december 2021 16:15 Guldensporenstadion Kortrijk Ref.: Jasper Vergoote Toeschouwers: 4.321         | Sainsbury 63' Selemani 89'                                                | 1 – 0 1 – 1 2 – 1             | 72' Sekidika                           | Ilić Dewaele, Sainsbury, Radovanović, D'haene Vandendriessche (80' Rougeaux), Kadri (72' Fixelles), Palaversa Mbayo (80' Moreno), Badamosi (80' Messaoudi), Selemani                      | 4' Palaversa 42' Mbayo 72' Badamosi 78' Selemani                                              |
| 14 december 2021 21:00 Diaz Arena Oostende Ref.: Lothar D'hondt Toeschouwers: 1.756                   | KV Oostende                                                               | 0 – 2                         | KV Kortrijk                            | Ilić Dewaele, Sainsbury, Radovanović (77' Derijck), D'haene (77' Rougeaux) Vandendriessche, Kadri (37' Moreno), Palaversa Mbayo (77' Messaoudi), Badamosi, Selemani (90' Fixelles)        | 21' Dewaele                                                                                   |
| 14 december 2021 21:00 Diaz Arena Oostende Ref.: Lothar D'hondt Toeschouwers: 1.756                   |                                                                           | 0 – 1 0 – 2                   | 45' D'haene 64' Vandendriessche        | Ilić Dewaele, Sainsbury, Radovanović (77' Derijck), D'haene (77' Rougeaux) Vandendriessche, Kadri (37' Moreno), Palaversa Mbayo (77' Messaoudi), Badamosi, Selemani (90' Fixelles)        | 21' Dewaele                                                                                   |
| 17 december 2021 20:45 Pairaystadion Seraing Ref.: Wim Smet Toeschouwers: 1.400                       | Seraing                                                                   | 0 – 2                         | KV Kortrijk                            | Ilić Dewaele, Sainsbury, Radovanović, D'haene Vandendriessche, Kadri (69' Fixelles), Palaversa Moreno (46' Mbayo), Badamosi (69' Messaoudi), Selemani                                     | 64' Mbayo 79' Vandendriessche 86' Fixelles                                                    |
| 17 december 2021 20:45 Pairaystadion Seraing Ref.: Wim Smet Toeschouwers: 1.400                       |                                                                           | 0 – 1 0 – 2                   | 54' Palaversa 59' (pen.) Selemani      | Ilić Dewaele, Sainsbury, Radovanović, D'haene Vandendriessche, Kadri (69' Fixelles), Palaversa Moreno (46' Mbayo), Badamosi (69' Messaoudi), Selemani                                     | 64' Mbayo 79' Vandendriessche 86' Fixelles                                                    |
| 14 januari 2022 20:45 Ghelamco Arena Gent Ref.: Wim Smet Toeschouwers: 0                              | AA Gent                                                                   | 2 – 2                         | KV Kortrijk                            | Ilić Watanabe, Sainsbury, Radovanović, D'haene Palaversa, Torp (68' Kadri), Vandendriessche (46' Sissoko) Fixelles, Messaoudi (79' Moreno), Mbayo                                         | 28' Watanabe 31' D'haene 58' Sissoko 82' Sainsbury 87' Palaversa                              |
| 14 januari 2022 20:45 Ghelamco Arena Gent Ref.: Wim Smet Toeschouwers: 0                              | Castro-Montes 44' Mboyo 52'                                               | 0 – 1 1 – 1 2 – 1 2 – 2       | 8' Mbayo 90+1' Mbayo                   | Ilić Watanabe, Sainsbury, Radovanović, D'haene Palaversa, Torp (68' Kadri), Vandendriessche (46' Sissoko) Fixelles, Messaoudi (79' Moreno), Mbayo                                         | 28' Watanabe 31' D'haene 58' Sissoko 82' Sainsbury 87' Palaversa                              |
| 22 januari 2022 16:15 Guldensporenstadion Kortrijk Ref.: Erik Lambrechts Toeschouwers: 0              | KV Kortrijk                                                               | 1 – 1                         | KAS Eupen                              | Ilić Rougeaux, Sainsbury, Radovanović, D'haene Palaversa, Kadri, Sissoko Mbayo, Messaoudi (84' Herrmann), Moreno                                                                          |                                                                                               |
| 22 januari 2022 16:15 Guldensporenstadion Kortrijk Ref.: Erik Lambrechts Toeschouwers: 0              | Messaoudi 52'                                                             | 0 – 1 1 – 1                   | 23' Ngoy                               | Ilić Rougeaux, Sainsbury, Radovanović, D'haene Palaversa, Kadri, Sissoko Mbayo, Messaoudi (84' Herrmann), Moreno                                                                          |                                                                                               |
| 25 januari 2022 21:00 Stade du Pays de Charleroi Charleroi Ref.: Lothar D'hondt Toeschouwers: 0       | Charleroi                                                                 | 1 – 1                         | KV Kortrijk                            | Ilić Rougeaux, Watanabe, Radovanović, D'haene Palaversa, Kadri (83' Torp), Sissoko Mbayo (83' Herrmann), Messaoudi (71' Fixelles), Moreno                                                 | 38' Kadri 80' Rougeaux 90+4' Palaversa                                                        |
| 25 januari 2022 21:00 Stade du Pays de Charleroi Charleroi Ref.: Lothar D'hondt Toeschouwers: 0       | Bayo 21'                                                                  | 0 – 1 1 – 1                   | 14' Rougeaux                           | Ilić Rougeaux, Watanabe, Radovanović, D'haene Palaversa, Kadri (83' Torp), Sissoko Mbayo (83' Herrmann), Messaoudi (71' Fixelles), Moreno                                                 | 38' Kadri 80' Rougeaux 90+4' Palaversa                                                        |
| 30 januari 2022 21:00 Guldensporenstadion Kortrijk Ref.: Alexandre Boucaut Toeschouwers: 6.214        | KV Kortrijk                                                               | 0 – 1                         | Club Brugge                            | Ilić Rougeaux, Watanabe, Radovanović, D'haene Palaversa (80' Reynolds), Kadri, Sissoko (69' Herrmann) Mbayo, Messaoudi (61' Moreno), Selemani                                             | 65' Moreno 70' Mbayo                                                                          |
| 30 januari 2022 21:00 Guldensporenstadion Kortrijk Ref.: Alexandre Boucaut Toeschouwers: 6.214        |                                                                           | 0 – 1                         | 54' Dost                               | Ilić Rougeaux, Watanabe, Radovanović, D'haene Palaversa (80' Reynolds), Kadri, Sissoko (69' Herrmann) Mbayo, Messaoudi (61' Moreno), Selemani                                             | 65' Moreno 70' Mbayo                                                                          |
| 2 februari 2022(1) 18:45 Guldensporenstadion Kortrijk Ref.: Jasper Vergoote Toeschouwers: 4.411       | KV Kortrijk                                                               | 0 – 2                         | Antwerp                                | Ilić Selemani, Rougeaux (41' Herrmann), Sissoko, D'haene Torp, Jonckheere (90+2' Bendianishvili), Palaversa, Kadri Messaoudi, Badamosi                                                    | 57' Torp 68' Kadri 70' D'haene                                                                |
| 2 februari 2022(1) 18:45 Guldensporenstadion Kortrijk Ref.: Jasper Vergoote Toeschouwers: 4.411       |                                                                           | 0 – 1 0 – 2                   | 18' Samatta 90+1' Gerkens              | Ilić Selemani, Rougeaux (41' Herrmann), Sissoko, D'haene Torp, Jonckheere (90+2' Bendianishvili), Palaversa, Kadri Messaoudi, Badamosi                                                    | 57' Torp 68' Kadri 70' D'haene                                                                |
| 5 februari 2022 16:15 Guldensporenstadion Kortrijk Ref.: Erik Lambrechts Toeschouwers: 4.176          | KV Kortrijk                                                               | 1 – 3                         | STVV                                   | Delle Reynolds, Watanabe, Sainsbury, D'haene Palaversa (63' Benchaib), Kadri (89' Moreno), Sissoko (90' Jonckheere) Mbayo (81' Herrmann), Badamosi (90' Henen), Selemani                  | 18' Sissoko 24' D'haene 38' Watanabe                                                          |
| 5 februari 2022 16:15 Guldensporenstadion Kortrijk Ref.: Erik Lambrechts Toeschouwers: 4.176          | Kadri 61'                                                                 | 0 – 1 0 – 2 1 – 2 1 – 3       | 11' Koita 39' (pen.) Brüls 86' Hayashi | Delle Reynolds, Watanabe, Sainsbury, D'haene Palaversa (63' Benchaib), Kadri (89' Moreno), Sissoko (90' Jonckheere) Mbayo (81' Herrmann), Badamosi (90' Henen), Selemani                  | 18' Sissoko 24' D'haene 38' Watanabe                                                          |
| 13 februari 2022 21:00 Olympisch Stadion Antwerpen Ref.: Wesli De Cremer Toeschouwers: 3.200          | Beerschot                                                                 | 2 – 1                         | KV Kortrijk                            | Ilić Reynolds, Watanabe, Sainsbury, D'haene Mbayo (68' Henen), Vandendriessche, Palaversa (68' Messaoudi), Moreno (43' Benchaib) Selemani, Badamosi                                       | 58' Mbayo 75' Sainsbury 83' Vandendriessche                                                   |
| 13 februari 2022 21:00 Olympisch Stadion Antwerpen Ref.: Wesli De Cremer Toeschouwers: 3.200          | Avenatti 30' Sebaoui 42'                                                  | 0 – 1 1 – 1 2 – 1             | 10' Moreno                             | Ilić Reynolds, Watanabe, Sainsbury, D'haene Mbayo (68' Henen), Vandendriessche, Palaversa (68' Messaoudi), Moreno (43' Benchaib) Selemani, Badamosi                                       | 58' Mbayo 75' Sainsbury 83' Vandendriessche                                                   |
| 19 februari 2022 18:30 Guldensporenstadion Kortrijk Ref.: Lawrence Visser Toeschouwers: 6.226         | KV Kortrijk                                                               | 5 – 0                         | Zulte Waregem                          | Ilić Reynolds, Sainsbury, Radovanović, D'haene (71' Rougeaux) Mbayo (71' Henen), Vandendriessche (85' Benchaib), Palaversa, Selemani Messaouidi (82' Jonckheere), Badamosi (71' Herrmann) | 62' Badamosi                                                                                  |
| 19 februari 2022 18:30 Guldensporenstadion Kortrijk Ref.: Lawrence Visser Toeschouwers: 6.226         | Sainsbury 17' Sainsbury 44' Selemani 53' (pen.) Badamosi 61' Selemani 65' | 1 – 0 2 – 0 3 – 0 4 – 0 5 – 0 |                                        | Ilić Reynolds, Sainsbury, Radovanović, D'haene (71' Rougeaux) Mbayo (71' Henen), Vandendriessche (85' Benchaib), Palaversa, Selemani Messaouidi (82' Jonckheere), Badamosi (71' Herrmann) | 62' Badamosi                                                                                  |
| 27 februari 2022 16:00 Cegeka Arena Genk Ref.: Lothar D'hondt Toeschouwers: 13.834                    | KRC Genk                                                                  | 2 – 0                         | KV Kortrijk                            | Ilić Reynolds, Sainsbury, Radovanović, D'haene (76' Rougeaux) Mbayo (69' Moreno), Vandendriessche, Palaversa (76' Jonckheere), Selemani Messaouidi, Badamosi (83' Herrmann)               | 18' D'haene 78' Jonckheere                                                                    |
| 27 februari 2022 16:00 Cegeka Arena Genk Ref.: Lothar D'hondt Toeschouwers: 13.834                    | Onuachu 17' Paintsil 22'                                                  | 1 – 0 2 – 0                   |                                        | Ilić Reynolds, Sainsbury, Radovanović, D'haene (76' Rougeaux) Mbayo (69' Moreno), Vandendriessche, Palaversa (76' Jonckheere), Selemani Messaouidi, Badamosi (83' Herrmann)               | 18' D'haene 78' Jonckheere                                                                    |
| 5 maart 2022 18:30 Guldensporenstadion Kortrijk Ref.: Jan Boterberg Toeschouwers: 6.682               | KV Kortrijk                                                               | 2 – 3                         | Union Sint-Gillis                      | Ilić Reynolds, Sainsbury, Radovanović, Mehssatou Moreno (57' Mbayo), Vandendriessche, Kadri, Selemani Messaouidi (74' Henen), Badamosi                                                    | 82' Radovanović 84' Badamosi                                                                  |
| 5 maart 2022 18:30 Guldensporenstadion Kortrijk Ref.: Jan Boterberg Toeschouwers: 6.682               | Selemani 8' Selemani 75'                                                  | 1 – 0 1 – 1 1 – 2 2 – 2 2 – 3 | 13' Nielsen 67' Kandouss 87' Undav     | Ilić Reynolds, Sainsbury, Radovanović, Mehssatou Moreno (57' Mbayo), Vandendriessche, Kadri, Selemani Messaouidi (74' Henen), Badamosi                                                    | 82' Radovanović 84' Badamosi                                                                  |
| 12 maart 2022 18:30 Jan Breydelstadion Brugge Ref.: Nathan Verboomen Toeschouwers: 4.000              | Cercle Brugge                                                             | 2 – 0                         | KV Kortrijk                            | Ilić Reynolds (46' Rougeaux), Sainsbury, Radovanović, Mehssatou Vandendriessche, Kadri (78' Jonckheere), Palaversa (62' Badamosi) Moreno (78' Mbayo), Messaouidi, Selemani                | 49' Vandendriessche                                                                           |
| 12 maart 2022 18:30 Jan Breydelstadion Brugge Ref.: Nathan Verboomen Toeschouwers: 4.000              | Hotić 50' (pen.) Denkey 66'                                               | 1 – 0 2 – 0                   |                                        | Ilić Reynolds (46' Rougeaux), Sainsbury, Radovanović, Mehssatou Vandendriessche, Kadri (78' Jonckheere), Palaversa (62' Badamosi) Moreno (78' Mbayo), Messaouidi, Selemani                | 49' Vandendriessche                                                                           |
| 20 maart 2022 16:00 Guldensporenstadion Kortrijk Ref.: Erik Lambrechts Toeschouwers: 6.576            | KV Kortrijk                                                               | 0 – 1                         | Standard Luik                          | Ilić Watanabe, Sainsbury, Radovanović, Mehssatou Sissoko (86' Benchaib), Kadri, Vandendriessche (86' Palaversa) Mbayo (70' Henen), Herrmann (57' Messaoudi), Moreno                       |                                                                                               |
| 20 maart 2022 16:00 Guldensporenstadion Kortrijk Ref.: Erik Lambrechts Toeschouwers: 6.576            |                                                                           | 0 – 1                         | 77' Amallah                            | Ilić Watanabe, Sainsbury, Radovanović, Mehssatou Sissoko (86' Benchaib), Kadri, Vandendriessche (86' Palaversa) Mbayo (70' Henen), Herrmann (57' Messaoudi), Moreno                       |                                                                                               |
| 2 april 2022 18:30 AFAS-stadion Achter de Kazerne Mechelen Ref.: Christof Dierick Toeschouwers: 9.679 | KV Mechelen                                                               | 3 – 2                         | KV Kortrijk                            | Ilić Mehssatou, Sainsbury, Radovanović, Reynolds Kadri, Benchaib (81' Jonckheere), Palaversa (81' Herrmann) Mbayo (66' Henen), Messaoudi, Moreno (81' Badamosi)                           | 21' Palaversa 45+1' Benchaib                                                                  |
| 2 april 2022 18:30 AFAS-stadion Achter de Kazerne Mechelen Ref.: Christof Dierick Toeschouwers: 9.679 | Walsh 15' Cuypers 53' Hairemans 56'                                       | 0 – 1 1 – 1 1 – 2 2 – 2 3 – 2 | 7' Benchaib 47' Benchaib               | Ilić Mehssatou, Sainsbury, Radovanović, Reynolds Kadri, Benchaib (81' Jonckheere), Palaversa (81' Herrmann) Mbayo (66' Henen), Messaoudi, Moreno (81' Badamosi)                           | 21' Palaversa 45+1' Benchaib                                                                  |
| 10 april 2022 18:30 Guldensporenstadion Kortrijk Ref.: Jan Boterberg Toeschouwers: 9.000              | KV Kortrijk                                                               | 2 – 3                         | Anderlecht                             | De Man Mehssatou, Sainsbury, Watanabe, Reynolds (84' Henen) Messaoudi, Sissoko (68' Jonckheere), Kadri, Moreno (68' Mbayo) Torp (68' Selemani), Badamosi (46' Herrmann)                   | 82' Jonckheere                                                                                |
| 10 april 2022 18:30 Guldensporenstadion Kortrijk Ref.: Jan Boterberg Toeschouwers: 9.000              | Sainsbury 20' (pen.) Reynolds 67'                                         | 1 – 0 1 – 1 1 – 2 1 – 3 2 – 3 | 25' Zirkzee 52' El Hadj 57' Kouamé     | De Man Mehssatou, Sainsbury, Watanabe, Reynolds (84' Henen) Messaoudi, Sissoko (68' Jonckheere), Kadri, Moreno (68' Mbayo) Torp (68' Selemani), Badamosi (46' Herrmann)                   | 82' Jonckheere                                                                                |

(1): Deze wedstrijd stond oorspronkelijk gepland op 26 december, maar werd uitgesteld omwille van een corona-uitbraak in de kern van Antwerp.

#### Overzicht
| Speeldag  | 1 | 2 | 3 | 4 | 5 | 6  | 7  | 8  | 9  | 10 | 11 | 12 | 13 | 14 | 15 | 16 | 17 | 18 | 19 | 20 | 21 | 22 | 23 | 24 | 25 | 26 | 27 | 28 | 29 | 30 | 31 | 32 | 33 | 34 |
| --------- | - | - | - | - | - | -- | -- | -- | -- | -- | -- | -- | -- | -- | -- | -- | -- | -- | -- | -- | -- | -- | -- | -- | -- | -- | -- | -- | -- | -- | -- | -- | -- | -- |
| Resultaat | w | w | v | v | w | g  | v  | w  | g  | g  | v  | w  | g  | g  | g  | g  | v  | w  | w  | w  | v  | g  | g  | g  | v  | v  | v  | w  | v  | v  | v  | v  | v  | v  |
| Punten    | 3 | 6 | 6 | 6 | 9 | 10 | 10 | 13 | 14 | 15 | 15 | 18 | 19 | 20 | 21 | 22 | 22 | 25 | 28 | 31 | 34 | 32 | 33 | 34 | 34 | 34 | 34 | 37 | 37 | 37 | 37 | 37 | 37 | 37 |
| Positie   | 3 | 1 | 2 | 8 | 5 | 5  | 8  | 6  | 7  | 8  | 10 | 8  | 9  | 9  | 11 | 9  | 10 | 9  | 8  | 7  | 9  | 9  | 8  | 8  | 9  | 10 | 12 | 11 | 11 | 12 | 12 | 12 | 12 | 13 |

#### Klassement
| Pos | Team             | Wed | W  | G  | V  | Ptn | DV | DT | +/− |
| --- | ---------------- | --- | -- | -- | -- | --- | -- | -- | --- |
| 10  | Cercle Brugge    | 34  | 12 | 9  | 13 | 45  | 49 | 46 | +3  |
| 11  | OH Leuven        | 34  | 10 | 11 | 13 | 41  | 47 | 58 | −11 |
| 12  | KV Oostende      | 34  | 10 | 7  | 17 | 37  | 34 | 61 | −27 |
| 13  | KV Kortrijk      | 34  | 9  | 10 | 15 | 37  | 43 | 48 | −5  |
| 14  | Standard Luik    | 34  | 9  | 9  | 16 | 36  | 32 | 51 | −19 |
| 15  | KAS Eupen        | 34  | 8  | 8  | 18 | 32  | 37 | 61 | −24 |
| 16  | SV Zulte Waregem | 34  | 8  | 8  | 18 | 32  | 42 | 69 | −27 |

## Beker van België
| Beker van België                                                                                                |                                                       |                                                 |                                                | |                     |
| Wedstrijddetails                                                                                                | Thuisploeg                                            | Uitslag                                         | Uitploeg                                       | Opstelling | Kaarten             |
| 1/16e finale |                                                       |                                                 |                                                | |                     |
| 27 oktober 2021 20:00 Burgemeester Graaf Leopold Lippens Park Knokke-Heist Ref.: Matonga Simonini Toeschouwers: | Knokke FC (1e Nat.)                                   | 1 – 1 (n.v.) (1 – 2) (n.s.)                     | KV Kortrijk                                    | Delle Rougeaux, Vandendriessche, Sainsbury, D'haene Kadri (69' Jonckheere), Fixelles (106' Ocansey), Palaversa Mbayo (81' Moreno), Guèye (69' Badamosi), Selemani | Selemani Jonckheere |
| 27 oktober 2021 20:00 Burgemeester Graaf Leopold Lippens Park Knokke-Heist Ref.: Matonga Simonini Toeschouwers: | Lambo 79' Mariën Binst Tierelier Vanraefelghem Bailly | 0 – 1 1 – 1 Pen.: 0 – 0 0 – 1 1 – 1 1 – 2 1 – 2 | 51' Kadri D'haene Rougeaux Palaversa Sainsbury | Delle Rougeaux, Vandendriessche, Sainsbury, D'haene Kadri (69' Jonckheere), Fixelles (106' Ocansey), Palaversa Mbayo (81' Moreno), Guèye (69' Badamosi), Selemani | Selemani Jonckheere |
| 1/8e finale |                                                       |                                                 |                                                | |                     |
| 1 december 2021 20:30 Guldensporenstadion Kortrijk Ref.: Alexandre Boucaut Toeschouwers: 2.460                  | KV Kortrijk                                           | 1 – 0                                           | KV Oostende                                    | Delle Rougeaux (66' Dewaele), Sainsbury, Radovanović, D'haene Vandendriessche, Torp (77' Kadri), Palaversa Mbayo, Guèye, Selemani (77' Messaoudi)                 | 50' Torp            |
| 1 december 2021 20:30 Guldensporenstadion Kortrijk Ref.: Alexandre Boucaut Toeschouwers: 2.460                  | Guèye 52'                                             | 1 – 0                                           |                                                | Delle Rougeaux (66' Dewaele), Sainsbury, Radovanović, D'haene Vandendriessche, Torp (77' Kadri), Palaversa Mbayo, Guèye, Selemani (77' Messaoudi)                 | 50' Torp            |
| Kwartfinale |                                                       |                                                 |                                                | |                     |
| 23 december 2021 18:45 Lotto Park Anderlecht Ref.: Erik Lambrechts Toeschouwers: 18.277                         | Anderlecht                                            | 3 – 0                                           | KV Kortrijk                                    | Delle Dewaele, Sainsbury, Rougeaux, D'haene Vandendriessche, Kadri (80' Fixelles), Palaversa (69' Torp) Mbayo (69' Moreno), Badamosi (75' Messaoudi), Selemani    |                     |
| 23 december 2021 18:45 Lotto Park Anderlecht Ref.: Erik Lambrechts Toeschouwers: 18.277                         | Kouamé 35' Gómez 43' Kouamé 76'                       | 1 – 0 2 – 0 3 – 0                               |                                                | Delle Dewaele, Sainsbury, Rougeaux, D'haene Vandendriessche, Kadri (80' Fixelles), Palaversa (69' Torp) Mbayo (69' Moreno), Badamosi (75' Messaoudi), Selemani    |                     |